# جو أشورث
جو أشورث (بالإنجليزية: Joe Ashworth)‏ هو لاعب كرة قدم بريطاني، ولد في 6 يناير 1943 في هدرسفيلد في المملكة المتحدة، وتوفي في 2002. لعب مع ستوكبورت كونتي ونادي برادفورد بارك أفنيو ونادي بورنموث ونادي تشستر سيتي ونادي روتشديل ونادي ساوثيند يونايتد ونادي يورك سيتي.